# Polní Chrčice
Polní Chrčice è un comune della Repubblica Ceca facente parte del distretto di Kolín, in Boemia Centrale.